# 御匣殿 (藤原道隆四女)
御匣殿（みくしげどの、生年不詳 - 長保4年6月3日（1002年7月15日）は、平安時代中期の女性。一条天皇代の後宮の女官で、皇后定子の御匣殿別当。本名は不詳。関白藤原道隆の四女、母は高階成忠の娘・正三位貴子。

## 生涯
母を同じくする長姉定子（一条天皇皇后）に御匣殿別当として仕え、『枕草子』にも幾たびか登場する。『栄花物語』「鳥辺野」の巻によれば、死を予感した定子より姪の脩子内親王・媄子内親王、甥の敦康親王の養育を託され、長保2年（1000年）12月に定子が亡くなったのち、3人の遺児の母代となった。皇子女たちの世話をしているうちに、皇后定子を失った一条天皇の心を捉え、やがて寵を受け懐妊した。同母兄の伊周・隆家らは皇子誕生を願って喜んだが、里に退出した彼女は身重のまま没した。美しく控えめな性格の女性であったといい（『大鏡』『栄花物語』）、天皇は定子に続く彼女の死にいたく落胆した。